# Sveriges riksbanks oberoende
Denna artikel behandlar den svenska riksbankens oberoende, för en bredare artikel se centralbankers oberoende.
Riksbankens oberoende är en sammanfattande beteckning på Sveriges riksbanks långtgående oberoende gentemot riksdagen, vars innebörd är en separering av beslutsfattanet så att riksdagen sköter finanspolitiken och att en politiskt oberoende centralbank (riksbanken) sköter penningpolitiken. Ett huvudmotiv för denna ordning är att penningpolitiken behöver skötas av en separat och oberoende organisation för att öka den penningpolitiska trovärdigheten och minimera risken för inflation. Centralbankers oberoende gentemot det parlamentariska systemet kan ses som en gradfråga, men det formella beslutet att Sveriges riksbank skall ha en självständig ställning gentemot riksdag och regering trädde i kraft den 1 januari 1999. Regeringen motiverade beslutet med att det skulle ge "penningpolitiken en långsiktighet som skulle förbättra trovärdigheten för politikens prisstabilitetsmål". 
De mest grundläggande om Riksbanken, till exempel att inga andra myndigheter har beslutanderätt över Riksbanken i penningpolitiska frågor, har lagts i regeringsformen och är således grundlag. I EU-fördraget, som är bindande för Sverige, stadgas också att Riksbanken (och övriga centralbanker i medlemsländerna) skall vara självständiga och finansiellt oberoende. Medlemsländernas regeringar förbinder sig genom fördraget att respektera instruktionsförbudet och självständigheten i stort.

## Oberoendets dimensioner
Ett vanligt sätt att förklara innebörden av Riksbankens oberoende är att dela upp det i ett funktionellt, institutionellt respektive personligt oberoende. Riksbanken har ett lagstadgat mål för penningpolitiken, vilket är grunden för det funktionella oberoendet. Det institutionella oberoendet innebär ett förbud mot att ge Riksbanken instruktioner i penningpolitiska frågor och det personliga oberoendet betyder att Riksbankens ledning inte kan ha andra uppdrag samtidigt och stort skydd mot avsättning. Utöver dessa tre dimensioner av oberoendet har Riksbanken även ett stort finansiellt oberoende. Grunden för det finansiella oberoendet är den egna balansräkningen som är konstruerad så att intäkterna blir högre än kostnaderna. 

## Historik

### 1970- och 1980-talet
Under 1970- och 1980-talet hade Sverige generellt sett en inflation som ansågs för hög. För att komma tillrätta med problemen gjordes upprepade försök med såväl devalveringar som expansiv finanspolitik. Följden blev dock en instabil utveckling där ekonomin fastnade i löne-pris-spiraler och inflationen permanentades. 1974 skrevs det in i grundlagen att Riksbanken är en myndighet under riksdagen och att endast Riksbanken har rätt att utgiva sedlar. 

### 1990-talet
Sveriges ekonomi under 1990-talet präglades starkt av finanskrisen 1990-1994 och den därpå följande åtstramningspolitiken. En debatt om Riksbanken fördes också, med utgångspunkt i detta och i erfarenheterna från inflationsåren på 1970- och 1980-talet. Att förstärka riksbankens oberoende sågs som viktigt för att öka den penningpolitiska trovärdigheten. Detta ledde till beslutet att Sveriges riksbank skall ha en självständig ställning gentemot riksdag och regering, vilket trädde i kraft den 1 januari 1999. Enigheten om detta var dock inte total i riksdagen, Miljöpartiet och Vänsterpartiet var emot förändringen.

### 2000-talet
2007 föreslog en SOU att Riksbankens finansiella oberoende skulle stärkas mot att Riksbankens eget kapital ska bestämmas i lag och att överskott i det egna kapitalet utöver den lagstadgade nivån delas ut till staten. Förslaget gick ut på remiss, bland annat till Riksbanken själv. 

## Kritik
I Riksdagen råder i stort sett politisk enighet om Riksbankens oberoende, även om Miljöpartiet och Vänsterpartiet uttryckt viss kritik. Utanför Riksdagen finns dock kritiker. 
- Johan Lönnroth menar att Riksbankens oberoende vilar på "felaktiga antaganden om politikers oförmåga att ta ansvar" men också att den är "farlig eftersom den gör att politiker lär sig att skylla på andra och i värsta fall blir just så ansvarslösa som konstruktionen förutsätter." [6]